# KREVA
KREVA（クレバ、1976年6月18日 - ）は、日本のラッパー、シンガーソングライター、音楽プロデューサー、DJ。KICK THE CAN CREWのメンバーおよびFUNKY GRAMMAR UNIT、神輿ロッカーズの一員。DJネームは908。所属レコード会社はSPEEDSTAR RECORDS。所属レーベルはくレーベル。既婚。

## 来歴
青森県弘前市で生まれ、東京都江戸川区で育つ。本名は畠山貴志。
中学2年生の頃、ボビー・ブラウンの映像を観て影響を受ける。最初はダンスから始め、友人がDJの機材を揃えたのを機にラップを始める。

### BY PHAR THE DOPEST時代
東京都立国際高等学校を経て、慶應義塾大学環境情報学部（SFC）に進学。在学中の1995年に、小学生時代からの同級生であるCUE（現・CUEZERO）と共にBY PHAR THE DOPESTを結成し、アンダーグラウンドでの活動を始める。卒業後も、その活動を1998年頃まで続け、アルバム『BY PHAR THE DOPEST』をリリースするまでに至る。

### KICK THE CAN CREW時代
1997年から、LITTLEとDJ SHUHO、MCUとともに活動を開始したKICK THE CAN CREWでは、MCとほぼすべての曲のトラックメイクを担当。2002年には、「マルシェ」で『第53回NHK紅白歌合戦』出場を果たす。
KICK THE CAN CREWのメジャーデビュー前にはテレビドラマ『池袋ウエストゲートパーク』の音楽制作に携わっている。

### ソロ活動時代
2004年6月、日比谷野外音楽堂での2daysライブを最後にKICK THE CAN CREWの活動を休止。同年、自らを、「新人クレバ」と称し、ソロ活動を開始した。自身の誕生日6月18日、インディーズからシングル「希望の炎」を10908枚限定リリース。そして9月8日、ポニーキャニオン内レーベルの"Knife Edge"から、シングル「音色」でメジャー・デビューし、本格的なソロ活動を開始。10月には、2ndシングル「ひとりじゃないのよ」、11月には、1stアルバム『新人クレバ』をリリース。
2005年、インディーズデビューから約1年を経て、「新人クレバ」から「KREVA 2nd season」と銘を変え、更なる活動を展開。「ファンキーグラマラス feat.Mummy-D」「イッサイガッサイ」「スタート」「国民的行事」と前年を超える4枚のシングルをリリースした。
2006年2月1日に、アルバム『愛・自分博』をリリースし、邦楽ヒップホップ“ソロアーティスト”初のオリコンウィークリーチャート1位（2月13日付）を獲得。同アルバムを携えたツアー「KREVA TOUR 2006 愛・自分博 〜国民的行事〜」の千秋楽でも、邦楽ヒップホップ“ソロアーティスト”初となる日本武道館公演を果たす。9月には、「SPACE SHOWER SWEET LOVE SHOWER 2006」で、10年ぶりにBY PHAR THE DOPESTとしての活動を再開。シングル「恥じゃない」、アルバム『だからどうした!』を発売。また、吉井和哉のツアー『TOUR2006 THANK YOU YOSHII KAZUYA』のオープニングも手掛けた。
2007年5月からは、TOKYO FM及びJFNのヒューマン・コンシャス・プロジェクトの一環として、久保田利伸とのツアーを実施し、久保田利伸 meets KREVA名義でコラボレーションシングルをリリース。6月からは、邦楽ヒップホップ“ソロアーティスト”初の大ホールツアーとして、「KREVA CONCERT TOUR '07 SEASON-1『意味深』」を開催。5月25日、渋谷センター街のボードにて夏に3rdアルバム（よろしくお願いします）のリリースと、6月に草野マサムネ（スピッツ）とのコラボレーション「くればいいのに」を発表したことも話題となった。10月からは、この年2度目のツアーとなる「KREVA CONCERT TOUR '07 『K-ing』」を開催。さらに「テレビ朝日開局50周年記念 KREVA CONCERT TOUR '07」として、11月23日より2日間（1日目はゲストデー、2日目はノンゲストデーとして）、自身2度目の武道館で開催した。ゲストデーには、ツアーに帯同した5人に加え、CUEZERO、DABO、Mummy-D、久保田利伸、ALI-KICK、KOHEI JAPAN、SHINGO☆西成らが出演。ノンゲストデーでは、MC、DJなどすべて1人でライブを進行してみせた。
2008年3月19日には、自身初となるベスト・アルバムの『クレバのベスト盤』を発売。また、映画『隠し砦の三悪人 THE LAST PRINCESS』に出演。同映画の主題歌「裏切り御免」を、KREVA、布袋寅泰、亀田誠治による期間限定ユニット「The THREE」が担当した。5月後半より、全国ツアー「クレハーカップ」を全国13か所17公演で開催し、約5万5千人を動員した。同年8月3日に、国営ひたち海浜公園で開催された野外イベント「ROCK IN JAPAN FESTIVAL 2008」ではLITTLEとMCUと共に4年振りに「イツナロウバ」「アンバランス」の2曲を披露した。同月には、MTVのアコースティック・ライブ「MTV UNPLUGGED KREVA」に出演した。9月3日には自身初となるMV集『チャートバスターズK!』をリリースし、オリコンDVD音楽ウィークリーチャート初登場1位を獲得した。しかしながら、この年はシングル曲のリリースは、ソロ活動以降初めて0に終わった。
2009年、3か月連続配信曲を配信することを発表し、第一弾となる「成功」を1月7日から配信。「I Wanna know you」「Magic Remix (KREVA×三浦大知) 勝手にリミックスシリーズ Vol.2」など、全四曲を第二弾として2月4日に配信、第三弾として「生まれてきてありがとう（feat.さかいゆう）」を3月4日に配信した。そして約1年半振りにシングルCD「青」を3月18日にリリースした。また、この年最初のツアーである「意味深2」を4月8日に大阪城ホールで、4月18、19日に横浜アリーナ2daysで開催した。7月8日にシングルCD「赤」、9月8日にアルバム『心臓』を、10月14日に、古内東子×KREVA コラボレーションシングル「A to XYZ/スロウビート」をリリース。そして、9月からはRound別に分けた全国ツアー「KREVA CONCERT TOUR7'09-'10『心臓』」を開催。
2010年、「KREVA CONCERT TOUR'09-'10『心臓』」の集大成、Round3が1月16日に大阪城ホールにて、2月6日、7日に横浜アリーナ2daysで開催され、全Roundともに無事に成功を収めてツアーは終了した。8月下旬、「腰椎椎間板性急性腰痛症」になり出演予定だったイベントなどの出演がキャンセルされた。9月、自身がパーソナリティを務めるラジオ番組にて復活する。9月15日に自身初のミニアルバム『OASYS』がリリース。10月にはOASYSをベースとしたライブ「意味深3」が日本武道館2daysで開催され、バックバンドメンバーに小室哲哉を迎えている。
2011年2月16日にシングルCD「挑め」をリリース。C/W曲の「挑めRemix」ではLITTLEとMCUが参加し自身名義の楽曲では初の共演であった。3月30日には東日本大震災の発生を受けて「EGAO」を緊急配信リリース。この配信曲に関して全収益の80％が復興支援として継続的に寄付されている。5月11日にはシングル「C’mon, Let’s go」をリリースし、同20日には自身初の書籍『KREAM ルールなき世界のルールブック』を出版。さらに同25日 - 28日にはシンガポールで開催された国際規模の音楽会議「MUSIC MATTERS」に日本代表として参加し初の海外でのライブを行い、全世界に生配信された。
2014年4月、ブロードウェイミュージカル『IN THE HEIGHTS（イン・ザ・ハイツ）』日本版の歌詞を担当。ソロ活動10周年となる年6月18日には、3枚組ベスト・アルバム『KX』をリリース。その後ライブハウスツアー「K10」、そして9月8日（クレバの日）を含む日程で、「908 FESTIVAL」を3年連続で開催した。ソロ活動10周年目である2015年には47都道府県ツアー「UNDER THE MOON」を成し遂げた。
2016年9月3日にSPEEDSTAR RECORDSへ移籍することが発表された。
2021年12月31日、『第72回NHK紅白歌合戦』に石川さゆり、MIYAVIと共に出演し、コラボ楽曲「火事と喧嘩は江戸の華」を披露した。
2024年3月31日、所属事務所退社を発表。
2025年1月24日〜2月3日、渋谷PARCO（東京都渋谷区）のGALLERY X BY PARCOにて、ソロ活動20周年を記念した原書展示販売会「ラッパーと紙とペン」を開催。

## 人物
- 血液型はO型。身長177cm。名前の由来は英単語clever（「ずる賢い」の意）から。高校3年生ぐらいの時に英語読みではなくローマ字読みみたいにしたくて名付けた[12]。
- 別名で名乗るDr.Kは、1996年頃電車の中吊り広告で目にした『Dr.コパの風水生活』が由来となっている[13]。
- 幼稚園から小学3年生までギターを習っていた。その後、サッカーをやるために辞めている[14]。
- 三浦大知や平井堅など様々なアーティストの楽曲のリミックスや客演等も行い、CUEZERO、 SONOMIを率いて自らのレーベル「くレーベル」を発足し、プロデューサーとしても活動。DJ TATSUTAと結成した顔PASSブラザーズ、BLAST RAMPAGEの千晴と結成したストレスFREEとしても活動。
- 「B-BOY PARK」のMCバトル[15] にて史上初の3連覇（1999年 - 2001年）を達成[16][17]。2001年をもって大会殿堂入りを果たしている。3度目の優勝を果たした2001年から10年後の2011年に開催された「BBOY PARK冬の陣 MC BATTLE決勝大会」にはライブゲストとして登場している[18]。
- 2004年からソロ活動を始めた理由は、思いついたメロディや言葉を、聞こえてきたまま、形にしたかったからと述べている。また、グループだから聞かないという人に向けたものをやりたかったという[19]。ソロ活動開始当初は全都道府県のラジオ局を訪ね、KICK THE CAN CREWの話は極力避けながら新人アーティストとしてプロモーション活動をしていた[20]。
- サッカーファンとして知られており、KICK THE CAN CREW時代からのスタッフ等で構成されるサッカーチーム「東京忍者」の代表でもある。好きな選手はリカルド・クアレスマで、JUMP ON IT という曲中でも歌詞にしている。ツアー中、ホテルでしばしばウイニングイレブンに興じていることもブログにて明かしている。 また自身も高校の時までサッカー部所属で子供の頃はプロサッカー選手を目指していた[21]。
- 2012年の4月1日から自身の誕生日である6月18日までの間、期間限定でTwitterの発信をしていた。2014年以降は自身でのツイートを時々行っている。
- 2019年時点ではまっているお酒はプレミアムテキーラ[22]。
- 文房具に関する造詣が深く、音楽界の文房具王と呼ばれている[23]。2021年8月31日に放送された『マツコの知らない世界』にKREVAがゲスト出演した際、週に1度は文房具店へ通わないと気が済まないと語り、文房具の世界についてプレゼンした[24]。

## 参加グループ
- BY PHAR THE DOPEST（1995年 - 1998年、2006年）
- FUNKY GRAMMAR UNIT（1996年頃 - ）
- KICK THE CAN CREW（1996年 - 2004年、2017年 - ）
- 顔PASSブラザーズ（2003年 - 2004年）
- 神輿ロッカーズ（2004年 - ）
- The THREE（2008年）

## ディスコグラフィ

### シングル
|                 | 発売日         | タイトル                                                  | 販売形態                          | 収録アルバム          |
| --------------- | -------------- | --------------------------------------------------------- | --------------------------------- | --------------------- |
| インディーズ1st | 2004年6月18日  | 希望の炎                                                  | CD                                | 新人クレバ            |
| 1st             | 2004年9月8日   | 音色                                                      | CD                                | 新人クレバ            |
| 2nd             | 2004年10月20日 | ひとりじゃないのよ feat. SONOMI                           | CD                                | 新人クレバ            |
| 3rd             | 2005年1月13日  | ファンキーグラマラスfeat. Mummy-D                         | CD                                | 新人クレバ            |
| 4th             | 2005年6月15日  | イッサイガッサイ                                          | CD                                | 愛・自分博            |
| 5th             | 2005年9月8日   | スタート                                                  | CD CD+DVD                         | 愛・自分博            |
| 6th             | 2005年12月7日  | 国民的行事                                                | CD                                | 愛・自分博            |
| 7th             | 2006年8月2日   | Have a nice day!                                          | CD                                | よろしくお願いします  |
| 8th             | 2006年11月1日  | THE SHOW                                                  | CD CD+DVD                         | よろしくお願いします  |
| 9th             | 2007年3月14日  | アグレッシ部                                              | CD CD+DVD                         | よろしくお願いします  |
| 10th            | 2007年6月20日  | くればいいのに feat.草野マサムネ from SPITZ (Single Edit) | CD                                | よろしくお願いします  |
| 11th            | 2007年10月3日  | ストロングスタイル                                        | CD                                | よろしくお願いします  |
| 12th            | 2009年3月18日  | 青                                                        | CD                                | 心臓                  |
| 13th            | 2009年7月8日   | 赤                                                        | CD CD+DVD                         | 心臓                  |
| 14th            | 2011年2月16日  | 挑め                                                      | CD CD+DVD                         | GO                    |
| 15th            | 2011年5月11日  | C'mon, Let's go                                           | CD CD+DVD                         | GO                    |
| 16th            | 2011年7月20日  | KILA KILA/Tan-Kyu-Shin                                    | CD                                | GO                    |
| 17th            | 2012年6月20日  | OH YEAH                                                   | CD CD+DVD                         | SPACE                 |
| 18th            | 2012年9月5日   | Na Na Na                                                  | CD CD+DVD                         | SPACE                 |
| 19th            | 2013年1月16日  | 王者の休日                                                | CD CD+DVD                         | SPACE                 |
| 20th            | 2013年8月28日  | BESHI                                                     | CD CD+DVD                         | KX                    |
| 21st            | 2014年2月5日   | トランキライザー                                          | CD CD+DVD                         | KX                    |
| 22nd            | 2015年2月25日  | Under The Moon                                            | CD                                | -                     |
| インディーズ2nd | 2020年6月24日  | 素敵な時を重ねましょう feat. SONOMI                       | CDオフィシャルWebショップ限定販売 | LOOP END / LOOP START |
| 23rd            | 2020年12月23日 | Fall in Love Again feat. 三浦大知                         | CD CD+DVD                         | LOOP END / LOOP START |

### 配信曲
- 成功（2009年1月7日）
- I Wanna know you（2009年2月4日）
- Nothing（2009年2月4日）
- Magic Remix (KREVA×三浦大知) 勝手にリミックスシリーズ Vol.2（2009年2月4日）
- me&my kicks remix (KREVA×COMA-CHI) 勝手にリミックスシリーズ Vol.3（2009年2月4日）
- 生まれてきてありがとう（feat. さかいゆう）（2009年3月4日）
- EGAO（2011年3月30日）
- HOT SUMMER DAYS（2011年7月26日）
- ひかり（2012年1月18日）
- 音色 〜2019 Ver.〜（2019年1月15日）
- 無煙狼煙（2019年7月1日）
- One feat. JQ from Nulbarich（2019年8月5日）
- タンポポ feat. ZORN（2020年10月14日）
- 変えられるのは未来だけ（2021年6月18日）
- ラッセーラ（2023年6月9日）
- Expert（2023年9月8日）
- Forever Student（2024年11月4日）
- No Limit（2025年1月24日）

### アルバム
| #        | 発売日        | タイトル                               | 販売形態        |
| -------- | ------------- | -------------------------------------- | --------------- |
| 1st      | 2004年11月3日 | 新人クレバ                             | CD              |
| 2nd      | 2006年2月2日  | 愛・自分博                             | CD CD+DVD       |
| 3rd      | 2007年9月5日  | よろしくお願いします                   | CD CD+DVD       |
| 4th      | 2009年9月8日  | 心臓                                   | CD CD+DVD       |
| 1st mini | 2010年9月15日 | OASYS                                  | CD CD+DVD       |
| 5th      | 2011年9月8日  | GO                                     | CD CD+DVD       |
| 6th      | 2013年2月27日 | SPACE                                  | CD CD+DVD       |
| 7th      | 2017年2月1日  | 嘘と煩悩                               | CD CD+DVD       |
| 2nd mini | 2018年8月22日 | 存在感                                 | CD CD+DVD       |
| 8th      | 2019年9月18日 | AFTERMIXTAPE                           | CD CD+DVD CD+BD |
| 9th      | 2021年9月8日  | LOOP END / LOOP START                  | 配信            |
| 9th      | 2022年2月16日 | LOOP END / LOOP START (Deluxe Edition) | 2CD 2CD+DVD     |
| 10th     | 2025年2月19日 | Project K                              | CD CD+DVD CD+BD |

| 発売日        | タイトル                            | 販売形態                                    |
| ------------- | ----------------------------------- | ------------------------------------------- |
| 2008年3月19日 | クレバのベスト盤                    | CD CD+DVD                                   |
| 2014年6月18日 | KX                                  | 2CD 3CD+DVD 4CD+2DVD+ブックレット+グッズ3点 |
| 2019年6月19日 | 成長の記録 〜全曲バンドで録り直し〜 | CD CD+DVD+写真集 CD+BD+写真集               |

| 発売日        | タイトル                  | 販売形態  |
| ------------- | ------------------------- | --------- |
| 2013年12月4日 | LIVE ALBUM 「SPACE TOUR」 | CD CD+DVD |

インスト集
|     | 発売日        | タイトル            |
| --- | ------------- | ------------------- |
| 1st | 2007年3月14日 | BEST OF MIXCD NO.1  |
| 2nd | 2012年2月22日 | BEST OF MIXCD NO.2  |
| 3rd | 2013年2月20日 | SPACE Instrumentals |

### DVD/Blu-ray
8.以降はBlu-rayも併発。
1. KREVA TOUR 2006 愛・自分博〜国民的行事〜日本武道館（2006年9月8日）
2. KREVA CONCERT TOUR '07 意味深（2007年11月14日）
3. KREVA CONCERT TOUR '07 K-ing〜日本武道館2DAYS（2008年6月18日）
4. チャートバスターズK!（2008年9月3日）
5. MTV UNPLUGGED KREVA（2008年12月10日）
6. KREVA CONCERT TOUR '09 意味深2（2009年11月18日）
7. KREVA CONCERT TOUR "09-10"「心臓」ROUND3 横浜アリーナ《BOX EDITION》（2010年8月18日）
8. KREVA CONCERT TOUR "2011-2012"「GO」東京国際フォーラム（2012年8月22日）
9. 「908 FESTIVAL」（2013年3月20日）
10. 「908 FESTIVAL」2014.9.07 & 9.08 at 日本武道館 （2015年3月18日）
11. KREVA CONCERT TOUR”2017” 「TOTAL908」（2017年11月29日）
12. 完全1人ツアー2018 at Zepp Tokyo （2019年9月4日）
13. 15TH ANNIVERSARY YEAR KREVA「NEW BEST ALBUM LIVE – 成長の記録 – at 日本武道館」 （2020年2月19日）
14. Technics presents "Connect" Online Live at SHIBUYA （2023年7月19日）
15. KREVA CONCERT TOUR 2023「NO REASON」at 日本武道館 （2023年12月27日）

### 客演（一部リミックス・プロデュースを含む）
- Maestro-T's Innocent Remix（Featuring Rap KREVA）（1998年12月）
  - MINAMI、Analog 12inch Single『MINAMI feat：KREVA』Remix Side：Bに収録
- FEEL DE VIBES 〜心・技・体〜 feat. BOOGIE MAN&KREVA（2000年7月14日）
  - SISTER KAYA、アルバム『DRAGON LADY〜龍的淑女〜』に収録
- After Hours / ORITO&Neo feat. KREVA（2000年7月20日）
  - オムニバスアルバム「WIRED2」に収録
- Tiny Honey-Tiny Voice Ultimate Connection feat. KREVA（2001年6月6日）
  - Neo、シングル「Tiny Honey」に収録
- Sinu-City / KREVA, UZI, Mummy-D（2001年9月1日）
  - オムニバスアルバム『思考回路』に収録
- wonderful world（KREVA remix feat. KREVA from KICK THE CAN CREW）（2001年11月28日）
  - 平井堅、アルバム『Kh re-mixed up 1』に収録
- Zubi Zubi 24//7:feat. KREVA & NG HEAD（2002年7月17日）
  - Home Grown、アルバム『Home Grown』に収録
- 太鼓盤 feat. KREVA（2004年3月1日）
- さわげないサタデナイ feat. KREVA
- 夜祭りインザCLUB feat. KREVA
  - CUEZERO、アルバム『3分クッキング』に収録
- Private Collection feat. KREVA (KICK THE CAN CREW)（2004年8月4日）
  - Home Grown、アルバム『Time is Reggae』に収録
- ファンキーグラマラス Part.2 featuring KREVA（2005年1月13日）
  - マボロシ、シングル「ファンキーグラマラス Part.2 featuring KREVA」に収録
  - マボロシ、アルバム『ワルダクミ』にも収録
- アイノカチ feat. KREVA（2005年2月23日）
  - 童子-T、アルバム『童夢』に収録
- よ！マッテマシタ！！feat. KREVA（2005年5月11日）
  - DJ TATSUTA、アルバム『DYNAMITE』に収録
- Baila Baila feat. KREVA（2005年6月22日）
  - MOOMIN、アルバム『LINK UP』に収録
- 晴天 feat. CUEZERO, KREVA（2005年7月20日）
  - SONOMI、シングル「晴天 feat. CUEZERO, KREVA」に収録
- 醤油ベビ/ KREVA introducing ツボイ（2005年8月24日）
  - DANCEHALL PREMIERシリーズ、アルバム『Dancehall Premier Presents. Reggae Million II』に収録
- 希望の橋〜Remix feat. KREVA〜(Bonus Tracks)（2005年11月2日）
  - Vo Vo Tau、アルバム『VVT 03』に収録
- ラップおじいちゃん feat. AMIDA, KREVA（2005年12月21日）
  - 餓鬼レンジャー、アルバム『GO 4 BROKE』に収録
- ウィークエンド・シャッフル feat. MCU, RYO-Z, KREVA, CUEZERO, CHANNEL, KOHEI JAPAN, SU, LITTLE, ILMARI, GAKU-MC, SONOMI, PES, K.I.N, 童子-T（2006年3月6日）
  - RHYMESTER、アルバム『HEAT ISLAND』に収録
- ライツ、カメラ、アクション Remix feat. KREVA（2006年5月3日）
  - レミー・マー、アルバム『THERE'S SOMETHING ABOUT REMY : BASED ON A TRUE STORY』に収録
- TA-KA-YO-U-JI(侍バウンス) feat. KREVA（2007年2月21日）
  - DABO、アルバム『DABO Presents B.M.W. -BABY MARIO WORLD- Vol.1』に収録
- E.G.O feat. KREVA（2007年7月18日）
  - SONOMI、ミニアルバム『Everyday☆エビデー☆』に収録
- TECHNIC feat. KREVA（2007年10月17日）
  - SEEDA、アルバム『街風』に収録（なお自身はこの曲もプロデュース）
- It's too late feat. KREVA
- You can see? Pt.2 feat. KREVA, 千晴
  - SONOMI、ミニアルバム『midnight』に収録
- 無礼 KING feat. KREVA
  - 千晴、シングル「GO」に収録
- スープパスタ feat. KREVA
  - Romancrew、アルバム『DUCK's MARKET』に収録
- FAKEASS feat. KREVA / TR-908（2008年12月10日）
  - オムニバスアルバム『shibuya NUTS presents this is...』に収録
- 八百万 feat. 908（2008年12月12日）
  - AMIDA、アルバム『AMIDA』に収録
- STEP UP feat. KREVA（2008年6月18日）
  - L-VOKAL、シングル『STEP UP feat.KREVA』に収録
- Your Love feat. KREVA（2009年2月11日）
  - 三浦大知、シングル『Your Love feat.KREVA』に収録
- 1 on 1 feat. KREVA（2009年6月10日）
  - COMA-CHI、アルバム『LOVE ME PLEASE!』に収録
- ごめんね feat. KREVA（2009年7月8日）
  - SONOMI、シングル『SUMMER』に収録
- Private Dancers feat. Mummy-D & KREVA（2009年9月2日）
  - Crystal Kay、アルバム『BEST of CRYSTAL KAY』（初回限定盤のみ Disc-3）に収録
- Magic Remix / KREVA×三浦大知（勝手にリミックスシリーズ Vol.2）（2009年9月16日）
  - 三浦大知、アルバム『Who's The Man』に収録
- JUST LOVE IT feat. VERBAL, KREVA（2010年3月3 日）
  - L-VOKAL、アルバム『Lovin'』に収録
- I REP / DABO, Anarchy, KREVA (2010年06月30日)
  - 配信シングル (7月17日発売のManhattan Records "The Exclusives" Japanese Hip Hop Hits Mixed by DJ HAZIMEのエクスクルーシヴ・トラックとして製作、収録)その後、2010年11月03日発売のDABOのアルバム「HI-FIVE」にも収録
- WONDERFUL X'MAS - L-VOKAL, EGO, Dr.K （2010年12月）
  - L-VOKALの『BLING BLING CANDY』にDr.K名義で参加、収録。
- Vienna feat. Miu Sakamoto & KREVA（2011年5月4日）
  - 小室哲哉、アルバム「Digitalian is eating breakfast 2」に収録
- STRONG / MIYAVI vs KREVA（2011年10月5日）
  - MIYAVI、シングル「STRONG」に収録
- H♡PE（2011年12月14日）
  - MAJOR MUSIC、シングル「H♡PE」に収録（なお自身はこのシングルも全編プロデュース）
- I'm yours / Miu x KREVA（2012年8月8日）
  - 坂本美雨、アルバム「I'm yours!」に収録
- 僕らの奇跡 〜Open Sesame〜（2013年5月8日）
  - 鈴木雅之、アルバム「Open Sesame」に収録
- 「遠くまで feat. KREVA」（2013年4月17日）
  - SONOMI、アルバム「S.O.N.O.M.I」に収録（なお自身はこのアルバムも全編プロデュース）
- オトコFACE feat. KREVA（2014年1月15日）
  - さかいゆう、アルバム「Coming Up Roses」に収録
- Shock feat. SKY-HI, KREVA, Mummy-D（2014年3月19日）
  - KEN THE 390、アルバム「#7」に収録（なお自身はこの曲もプロデュース）
- Catch Me If You Can feat. KREVA（2014年7月2日）
  - AKLO、シングル「Catch Me If You Can feat. KREVA」に収録
- TOKYO HARBOR feat. KREVA（2014年9月24日）
  - 赤い公園、アルバム「猛烈リトミック」に収録
- Too Many Girls feat. KREVA（2015年9月16日）
  - tofubeats、アルバム「POSITIVE」に収録
- 虹 / KREVA MCU LITTLE SONOMI 小西真奈美 綿引さやか Micchiy JUMPEI 千晴（2016年6月8日）
  - オムニバスアルバム「monday night studio session」に収録
- climax（2016年7月13日）
  - 鈴木雅之、アルバム「dolce」に収録
- Glory / 絢香 & KREVA （2018年8月31日）
  - 配信シングル「Glory」に収録（その後、2018年11月14日発売の絢香のアルバム「30 y/o」に収録）
- Answer feat. KREVA（2018年11月28日）
  - 向井太一、アルバム「PURE」に収録
- Rain Dance / MIYAVI vs KREVA vs 三浦大知（2018年12月5日）
  - MIYAVI、アルバム「SAMURAI SESSIONS vol.3 - Worlds Collide -」に収録
- 最後のニュース（2019年11月27日）
  - オムニバスアルバム「井上陽水トリビュート」に収録
- 嫌気がさすほど愛してる（feat. KREVA）（2020年1月1日）
  - 香取慎吾、アルバム「20200101」に収録
- 「火事と喧嘩は江戸の華」 feat. KREVA（2020年2月19日）
  - 石川さゆり、アルバム「粋～Iki～」に収録
- 夢追人 feat. KREVA（2020年7月1日）
  - PUNPEE、配信アルバム「The Sofakingdom」に収録
- One Mic feat. KREVA（2020年8月19日）
  - ZORN、配信シングル「One Mic feat. KREVA」に収録
- RUN REMIX feat. KREVA & VaVa（2020年9月4日）
  - tofubeats、配信アルバム「RUN REMIXES」に収録
- 愛されるために君は生まれた ※with KREVA, SEIJI KAMEDA（2023年5月31日）
  - 石川さゆり、配信シングル「愛されるために君は生まれた ※with KREVA, SEIJI KAMEDA」に収録
- Players' Player feat. KREVA（2023年7月5日）
  - OZROSAURUS、配信シングル「Players' Player feat. KREVA」に収録
- 全開 feat. KREVA（2024年2月14日）
  - 三浦大知、アルバム「OVER」に収録

### リミックス
- Strawberry（KREVA Remix）（2000年2月26日）
  - JOY、シングル『Strawberry』に収録
- time after time 〜KREVA Remix feat. MCU〜（2000年6月7日）
  - EARTH、シングル「time after time 〜HIP HOP SOUL Version〜」に収録
- 映画『ケイゾク』KREVA REMIX（2000年9月1日）
  - 12inchシングル『BURGER INN RECORDS』に収録
- U 〜KREVA REMIX〜 feat. KICK THE CAN CREW
  - DOUBLE、シングル『Angel』に収録
- It's all about（KREVA Remix）（2001年3月28日）
  - 傳田真央、アルバム『MAO DENDA REMIXES 1』に収録
- beautiful world（KREVA REMIX）（2001年5月30日）
  - 小柳ゆき、アルバム『my all..』に収録
- I Want Your Love（KREVA'S CDJ-1000 remix）（2001年10月11日）
  - リミックスアルバム『リ・シック 〜シック・リミックス〜』に収録
- TRIPPIN'（baby remix）remixed by KREVA（from KICK THE CAN CREW）（2002年9月4日）
  - 光永亮太、シングル『TRIPPIN'/Lippsoul』に収録
- 愛のために。（KREVA Remix）（2005年8月24日）
  - 上戸彩、アルバム『UETOAYAMIX』に収録
- ONE DAY（KREVA REMIX）/m-flo loves 加藤ミリヤ Remixed by KREVA（2005年11月2日）
  - m-flo、リミックスアルバム『DOPE SPACE NINE』に収録。ラップでも参加している。

### プロデュース作品・楽曲提供
顔PASSブラザーズ、ストレスFREEとしての作品は除く
- 「My Routine」（2004年4月9日）
  - MELLOW YELLOW、アルバム「Funky, Freaky & Fresh」に収録。
- 「Don't Stop」（2007年2月21日）
  - 童子-T、シングル「Don't Stop」に収録、アルバム『ONE MIC』（2007年8月29日）にも収録。
- 「スロウ」（2007年6月20日）
  - KOHEI JAPAN、アルバム「Family」に収録。
- 「Everyday☆エビデー☆」、「不安なキモチ」、「ウキウキメープル通り」（2007年7月18日）
  - SONOMI、ミニアルバム『Everyday☆エビデー☆』に収録
- 「Still In My Mind」（2011年8月3日）
  - 久保田利伸、アルバム「Gold Skool」に収録
- 「FANTASISTA」（2012年4月18日）
  - 宮野真守、アルバム「FANTASISTA」に収録
- 「It's My Turn」（2012年12月5日）
  - KLOOZ、アルバム「DECORATION」に収録
- L-VOKAL、配信シングル「YO! YOU!」（2013年8月21日）（以下のアルバムにも収録）
- L-VOKAL、アルバム「別人Lボーカル」全編プロデュース（2013年9月11日）
- UL、アルバム「ULTRAP」全編プロデュース（2014年3月5日）
- 「ペインキラー」（2015年7月29日）
  - RHYMESTER、アルバム「Bitter, Sweet & Beautiful」に収録
- 「As A Sugar」（2016年1月20日）
  - SKY-HI、アルバム「カタルシス」に収録[25]
- 「みそしるママ らいすパパ」（2016年2月17日）
  - JMC、シングル「みそしるママ らいすパパ」に収録
- 「Kimi wo Shiritai」（2018年1月31日）
  - 千晴、アルバム「始まり」に収録
- 「想像の向こう」（2020年10月21日）
  - 尾崎裕哉、アルバム「Golden Hour」に収録
- 「クリア」（2021年10月26日）
  - V6、アルバム「Very6 BEST」に収録[26]
- 「キズアトがキズナとなる」（2022年3月16日）
  - Fling Posse、シングル「キズアトがキズナとなる」に収録
- 「ichiban」（2022年6月29日）
  - King & Prince、アルバム「Made in」に収録[27]
- 「September 2nd」（2024年11月27日）
  - ANARCHY、アルバム「LAST」に収録

### 書籍
- KREAM ルールなき世界のルールブック（2011年5月20日）
- 別冊カドカワ 総力特集 KREVA （2013年2月27日）

## ミュージックビデオ
| 公開年 | 監督       | 曲名                                         | 備考                          |
| ------ | ---------- | -------------------------------------------- | ----------------------------- |
| 2004年 | 伊藤克成   | 希望の炎                                     |                               |
| 2004年 | 伊藤克成   | 音色                                         | 1番売れた曲                   |
| 2004年 | 須永秀明   | 音色 (Remix Ver.)                            |                               |
| 2004年 | 須永秀明   | ひとりじゃないのよ                           |                               |
| 2005年 | 泰太郎     | ファンキーグラマラス feat. Mummy-D           |                               |
| 2005年 | 須永秀明   | イッサイガッサイ                             |                               |
| 2005年 | 大沢昌史   | イッサイガッサイ (夏 Ver.)                   |                               |
| 2005年 | 須永秀明   | スタート                                     |                               |
| 2005年 | 須永秀明   | 国民的行事                                   | 出演:小林賢太郎（ラーメンズ） |
| 2006年 | 竹石渉     | It's for you                                 |                               |
| 2006年 | 大喜多正毅 | Have a nice day!                             |                               |
| 2006年 | 須永秀明   | Have a nice day!〜2006 夏 ver.〜             |                               |
| 2006年 | 須永秀明   | THE SHOW                                     |                               |
| 2007年 | 須永秀明   | アグレッシ部                                 |                               |
| 2007年 | 須永秀明   | アグレッシ部 (レコーディング Ver.)           |                               |
| 2007年 | 須永秀明   | くればいいのに feat. 草野マサムネ from SPITZ |                               |
| 2007年 | 須永秀明   | ストロングスタイル                           |                               |
| 2007年 | 須永秀明   | ストロングスタイル (Movie Ver.)              |                               |
| 2007年 | 大喜多正毅 | ビコーズ                                     |                               |
| 2007年 | 大喜多正毅 | ビコーズ (ダイジェスト Ver.)                 |                               |
| 2008年 | 須永秀明   | あかさたなはまやらわをん                     |                               |
| 2009年 | 清水康彦   | 成功                                         |                               |
| 2009年 | 清水康彦   | I Wanna Know You                             |                               |
| 2009年 | 清水康彦   | 生まれてきてありがとう (feat.さかいゆう)     |                               |
| 2009年 | 大喜多正毅 | 瞬間speechless                               |                               |
| 2010年 | 須永秀明   | かも                                         |                               |
| 2011年 | 須永秀明   | 挑め                                         |                               |
| 2011年 | 須永秀明   | C'mon, Let's go                              |                               |
| 2011年 | 須永秀明   | KILA KILA〜ハヒヘホ feat. SHINGO★西成        |                               |
| 2011年 | 須永秀明   | 基準                                         |                               |
| 2012年 | 須永秀明   | OH YEAH                                      |                               |
| 2012年 | 大喜多正毅 | Na Na Na                                     |                               |
| 2013年 | 須永秀明   | 王者の休日                                   |                               |
| 2013年 | 大喜多正毅 | SPACE                                        |                               |
| 2013年 | 大沢昌史   | BESHI -Band Recording Ver.-                  |                               |
| 2014年 | 須永秀明   | トランキライザー                             |                               |
| 2014年 | 須永秀明   | 全速力 feat. 三浦大知                        |                               |
| 2015年 | 須永秀明   | Under The Moon                               |                               |
| 2017年 | 大喜多正毅 | 居場所                                       |                               |
| 2018年 | 村井智     | 存在感                                       |                               |
| 2019年 | 大喜多正毅 | 音色 〜2019 Ver.〜                           |                               |
| 2019年 | 木村太一   | One feat. JQ from Nulbarich                  |                               |
| 2019年 | 村井智     | 敵がいない国                                 |                               |
| 2020年 | 大喜多正毅 | タンポポ feat.ZORN                           |                               |

## 主な出演

### テレビ
- 恋愛部活（日本テレビ、2006年『秋の林間学校スペシャル』など数回）
- オンタマ（テレビ朝日、2006年10月30日 - 11月3日、2007年9月3日 - 9月7日、2009年1月12日 - 1月16日、3月16日 - 3月20日、12月14日 - 12月18日、2011年8月30日 - 9月3日）
- ヒップホップ・ジェネレーション〜新世代J-RAPの息吹〜（テレビ朝日、2011年4月2日）
- MUSIC JAPAN（NHK総合、2011年5月8日、9月11日、2012年6月24日、7月1日、2013年1月20日、8月29日）
- ハッピーMusic（日本テレビ、2011年5月20日、2012年6月22日、2013年1月18日）
- カミスン!（TBS、2011年7月11日、9月12日）
- 小林賢太郎テレビ（NHK BSプレミアム、2011年8月24日、2019年1月19日）
- Music Lovers（日本テレビ、2011年8月29日 - 9月2日）
- オトナの!（TBS、2012年6月17日、6月27日、7月4日、2013年1月9日、2月23日）
- COUNT DOWN TV（TBS、2012年6月23日）
- お願い!ランキング（テレビ朝日、2012年8月30日、9月6日、9月20日）
- KREVA 908フェスティバルスペシャル（テレビ朝日、2012年9月2日）
- BLITZ INDEX（TBS、2013年1月4日、1月11日）
- 僕らの音楽（フジテレビ、2013年1月25日）
- LIVE MONSTER（日本テレビ、2013年9月8日）
- 亀田音楽専門学校（NHK Eテレ、2013年10月31日、11月7日、2014年10月2日、10月9日）[28]
- musicる TV（テレビ朝日、2014年1月27日）
- せまソン♪（日本テレビ、2014年1月30日）

### テレビドラマ
- 池袋ウエストゲートパーク（TBS、2000年・2003年） - 音楽
- 輪舞曲（TBS 2006年） - 音楽
- 金田一少年の事件簿N（neo） 第5、6話（日本テレビ、2014年8月16日、23日） - 松岡修治 役

### ラジオ
- MUSIC FREAKS（FM802、2001年 - 2002年） - 隔週でDJを担当
- α-MONTHLY COLORS（α-STATION、2007年9月）
- RADIPEDIA（J-WAVE、2010年1月6日 - 2011年3月30日） - 火曜日担当
- KREVAのオールナイトニッポンGOLD（ニッポン放送、2016年6月10日）[29]
- WOW MUSIC（J-WAVE、2021年9月4日 - 9月25日） - 2021年9月度マンスリープレゼンター[30]
- THE ORIGINAL（J-WAVE、2024年10月4日 - ）

### 映画
- ローレライ（2005年） - 機関員 小松春平[31]
- 隠し砦の三悪人 THE LAST PRINCESS（2008年） - 刑部付きの侍
- 進撃の巨人（2015年） - 役名なし
- シン・ゴジラ（2016年） - 村崎 第2戦車中隊長[32][2]
- 461個のおべんとう（2020年） - 古市栄太 役[33]

### CM
- 江崎グリコ「ポッキー」
- キユーピー「キユーピーマヨネーズ」ナレーション[31]
- 任天堂「謎の村雨城」
- コカコーラ「ビーチ編」 - AFRA & INCREDIBLE BEATBOX BANDと共演。
- 大同特殊鋼「すごい未来、特殊鋼と行こう! 総論篇」[34]

### PV
BY PHAR THE DOPEST及びKICK THE CAN CREWの作品は除く
- 「バッカ」 / 吉井和哉

### 音楽劇
- 最高はひとつじゃない（2011年）[35]
- 最高はひとつじゃない2014（2014年）
- 『リトル・マーメイド』イン・コンサート（2018年2月11日 - 2月14日、東京 / 大阪） - セバスチャン役[36]
- KREVA CLASS - 新しいラップの教室 -（2024年4月25日 - 6月1日、神奈川 / 東京 / 大阪）[37]